# Walter Alister Kirk
Walter Alister Kirk, avstralski častnik, vojaški pilot in letalski as, * 6. avgust 1887, Belfast, † 6. junij 1961, Orange, New South Wales.  	
Nadporočnik Kirk je v svoji vojaški karieri dosegel 7 zračnih zmag.

## Odlikovanja
- Distinguished Flying Cross (DFC)